# 盧奇塔冰川
盧奇塔冰川（英語：Lucchitta Glacier），是南極洲的冰川，位於埃爾斯沃思地，全長37公里，發源自哈德森山脈，以美國地質調查局的地質學家命名，現時由南極條約體系管理。